# Вайксоо, Неле-Лиис
Неле-Лиис Вайксоо (эст. Nele-Liis Vaiksoo; род. 16 марта 1984 г. в г. Таллин , Эстония) — эстонская певица и актриса, известная своей работой в музыкальном театре.

## Биография
В 1990-х годах Неле-Лиис Вайксоо гастролировала по Европе с концертным хором Eesti Televisioon (ETV), где она пела с раннего возраста. Одновременно она брала уроки игры на фортепиано в музыкальной школе. В 2000 году она заняла четвёртое место на всеэстонском конкурсе детской песни, организованном ETV. Первой ролью Вайксоо в мюзикле стала эстонская оригинальная постановка 1998 года Король и я.
7 ноября 2023 года она была объявлена одной из финалисток Eesti Laul 2024, эстонского отбора на конкурс песни «Евровидение-2024», с песней «Käte ümber jää» («Лед вокруг рук»). До этого она участвовала в эстонском предварительном отборе на «Евровидение» либо в качестве бэк-вокалистки, либо участницы нескольких исполнительских групп.

## Сценическая работа
- 1998: The King and I (гарем) Tallinn City Hall
- 2000: Tanz der Vampire (Сара) Tallinn City Hall
- 2001: No, No, Nanette (артист хора) Tallinn City Hall
- 2001: Les Misérables (Фабричная девушка; Козетта, дублёр) Tallinn City Hall
- 2002: Miss Saigon (Ким) Tallinn City Hall
- 2003: Aida (хор, Амнерис, дублёр) Ванемуйне
- 2003: Miss Saigon (Kim, understudy) Германия, Люксембург
- 2003: Oliver! (Бет) Tallinn City Hall
- 2004: Crazy for You (хор)
- 2005: West Side Story (Мария) Ванемуйне
- 2005: Cats (Джемима) Ванемуйне
- 2005: Cinderella (Золушка) Tallinn City Hall
- 2006: Fame (Серена) Tallinn City Hall
- 2007: Personals (Клара)
- 2007: Phantom (мать) Tallinn City Hall
- 2007: Pippi Longstocking (Пеппи) Tallinn City Hall
- 2008: Tanz der Vampire (Сара) Оберхаузен, Германия
- 2011: Pippi Longstocking (Пеппи) Estonian National Opera
- 2011: Mary Poppins (Мэри Поппинс) Ванемуйне
- 2012: Dreams from a Summer House, драматическая пьеса, (Белла)
- 2013: Shrek (Фиона) Tallinn Youth Theatre
- 2017: Les Misérables (Фантина) Ванемуйне
- 2018: Beauty and the Beast (Бабетта) Ванемуйне
- 2019: West Side Story (Розалия) Estonian National Opera
- 2019: The Maid of the North, оратория, (главная роль)
- 2023: Lotte ja kadunud jõuluvana («Лотта и потерянный Санта-Клаус»), (кашель)
- 2024: The Prophet and the Idiot, драматическая пьеса, Ванемуйне

Неле-Лиис Вайксоо озвучила эстонскую версию диснеевского «Запутанного» (2011), озвучив главную героиню Рапунцель. В 2012 году она озвучила Налу в другой 3D-анимации Диснея Король Лев.
Она участвовала в развлекательных телевизионных шоу, таких как «Your Face Sounds Familiar» («Ваше лицо кажется знакомым»), аналог российской версии «Один в один» и «Точь в точь», и повышала осведомленность о раке и преждевременных родах, участвуя в благотворительных акциях.

## Дискография
В 2003 году был выпущен альбом We Are Family («Мы семья»), который был записан Вайксоо и восемью другими эстонскими сольными исполнителями, такими как Кайре Вилгатс, Майкен, Берт Принги, Лаури Лиив и Лаури Пихлап. В 2008 году она выпустила рождественский альбом вместе с Рольфом Роосалу.
В 2011 году Неле-Лиис Вайксоо выпустила концептуальный альбом мюзикла Pipi Pikksukk («Пеппи Длинный чулок»), в котором она сыграла главную героиню, Пеппи.
В 2013 году она выпустила альбом Mina («Я»), чтобы отпраздновать свое 15-летие на музыкальной сцене. Альбом состоит из номеров из различных мюзиклов, в которых она играла или все ещ` надеялась сыграть (Отверженные, Лавочка ужасов, Кошки, Кабаре, Шахматы и многих других).
В 2021 году вышел альбом «Valguses ja varjus», посвященный лирике Леэло Тунгал и её достижениям в эстонской музыке.

## Личная жизнь
Неле-Лиис Вайксоо живёт в Таллине, она мать двоих детей. Её мать Лия Вайксоо — художник по театральным костюмам, её отец Рауль Вайксоо — архитектор и публицист. Её брат Рауль Маркус Вайксоо — преподаватель народных танцев.